# Полицентрични језик
Полицентрични језик, језик који се састоји из више кодификованих стандардних облика у интеракцији, који често одговарају различитим земљама. Ту спадају: немачки, енглески, француски, холандски, шпански, персијски и други.
Остале врсте језика имају јединствени стандард: италијански, дански, пољски, руски и други језици. 
Полицентрични језици су углавном разумљиви.